# Harkens Bakke og Troldsting
Harkens Bakke og Troldsting er to højdepunkter på 35 og 48 moh. i baglandet til Bulbjerg ved nordkysten af Thy, og del af samme kalkknude. Klithedeområde der ligger  mellem  Lild Klitplantage og Vester Torup Klitplantage
Området er en del af Natura 2000  nr. 16 Løgstør Bredning, Vejlerne og Bulbjerg; 256 hektar af området blev fredet  i 1955 

## Eksterne kilder og henvisninger
1. ↑  Bulbjergknuden på Danmarks Naturfredningsforenings websider

|  | Denne artikel om lokaliteten Harkens Bakke og Troldsting kan blive bedre, hvis der indsættes et (bedre) billede. Du kan hjælpe ved at afsøge Wikimedia Commons for et passende billede eller lægge et op på Wikimedia Commons med en af de tilladte licenser og indsætte det i artiklen. |

57°8′49.46″N 9°1′34.86″Ø / 57.1470722°N 9.0263500°Ø